# Odontocera sanguinolenta
Odontocera sanguinolenta är en skalbaggsart som beskrevs av Bates 1873. Odontocera sanguinolenta ingår i släktet Odontocera och familjen långhorningar. Inga underarter finns listade i Catalogue of Life.